# Anamnesis
Anamnesis är ett begrepp filosofen Platon använder sig av i sin kunskapsteori. Han menar att människan hela tiden bär omkring på all kunskap, men man måste återerinra den. 
Detta tankesätt grundar sig i hans tro på reinkarnation.
Tankarna är mer eller mindre relaterade till Sokrates sätt att lära ut, maieutik.
Anamnes eller anamnesis är även en term inom medicinen som då innebär erhållandet av patientens egen beskrivning av sjukdomsförloppet och utgör en central del av den totala informationsinhämtningen som sedan ligger till grund för läkarens diagnos.